# Аврас Леонід Федорович
Леонід Федорович Аврас (1907, Київ — 1986, Уфа) — інженер-механік, радянський виробничий діяч. Герой Соціалістичної Праці (1971).

## Біографія
Народився 17 січня 1907 року в Києві.
Закінчив робітфак (1927—1930), потім — Харківський авіаційний інститут (1935).
Працювати почав у 1922 році слюсарем рудника імені Жовтневої революції Криворізького рудного басейну Української РСР. У 1936—1940  роках працював інженером, начальником відділу технічного контролю, заступником головного інженера, заступником директора Казанського заводу № 27 (Казанського авіамоторного комбінату). В 1940—1941 роках — начальник механічного цеху Ленінградського заводу № 234.
У 1941—1958 роках на Уфимському моторобудівному заводі пройшов шлях від начальника групи ВТК до головного інженера та заступника директора. Під керівництвом Л. Ф. Авраса на заводі освоєний серійний випуск нових авіаційних двигунів, зокрема реактивного, що перевершує кращі зарубіжні зразки, проведені організаційно-технічні заходи щодо впровадження нової техніки, удосконалення технології: виготовлені і впроваджені 50 спеціальних і агрегатних високопродуктивних верстатів, 210 багатомісних швидкодіючих пристроїв, понад 200 одиниць спеціального та універсального обладнання.
В 1958—1963 — заступник голови Башраднаргоспу.
В 1963—1974 — директор Уфимського заводу апаратури зв'язку.
У 1958-1966 — голова Башкирської обласної ради науково-технічних товариств.
За видатні заслуги у виконанні п'ятирічного плану 1966—1970 рр. і організацію виробництва виробів нової техніки Указом Президії Верховної Ради СРСР від 26 квітня 1971 р. Аврасу присвоєно звання Героя Соціалістичної Праці.
Вийшов на пенсію в 1974 році.
Помер 2 липня 1986 в Уфі. Похований на Південному кладовищі на Алеї слави. Пам'ятник на могилі являє собою стелу зі світло-сірого мармуру заввишки 1,5 метра. Стела укріплена на мармуровій підставі, що примикає до саркофагу з мармурових плит. У верхній частині стели ліворуч — зображення Золотої Зірки, у центрі — портрет на чорній гранітній пластині. Біля підніжжя обеліска укріплена декоративна ваза з мармуру для квітів.

## Нагороди
- Герой Соціалістичної Праці (1971).
- Нагороджений орденами Леніна (1957, 1966, 1971), Червоної Зірки (1943, 1945), Червоного Прапора (1962) та медалями.[1]
- Почесний моторобудівник СРСР (1985).
- Заслужений діяч науки і техніки БАССР.

## Пам'ять
- Відзначалося 100-річчя з дня народження Леоніда Федоровича.